# 赫爾韋奧
赫爾韋奧是哥倫比亞的城鎮，位於該國中西部，由托利馬省負責管轄，距離首府伊瓦格210公里，始建於1870年10月17日，面積341平方公里，海拔高度1,975米，2005年人口8,901。
5°5′N 75°10′W / 5.083°N 75.167°W